# Virginité (film, 1933)
Pour les articles homonymes, voir Virginité (homonymie).
Pour plus de détails, voir Fiche technique et Distribution.
Virginité (What Price Innocence?) est un film américain en noir et blanc réalisé par Willard Mack, sorti en 1933.

## Fiche technique
- Titre original : What Price Innocence?
- Titre français : Virginité
- Réalisation : Willard Mack
- Scénario : Willard Mack
- Photographie : Joseph A. Valentine
- Montage : Arthur Hilton
- Pays de production : États-Unis
- Format : noir et blanc - 1,37:1 - Mono
- Genre : drame
- Durée : 64 min
- Dates de sortie :
  - États-Unis : 24 juin 1933
  - France : 18 mai 1934

## Distribution
- Jean Parker : Ruth Harper
- Minna Gombell : Amy Harper
- Willard Mack : Dr Dan Davidge
- Betty Grable : Beverly Bennett
- Bryant Washburn : John Harper
- Ben Alexander : Tommy Harrow
- Louise Beavers : Hannah